# 誘惑の炎
『誘惑の炎』（原題：Heading for a Storm）は、オランダのハードロック・バンド、ヴァンデンバーグが1983年に発表した2作目のスタジオ・アルバム。オリジナル盤はアトコ・レコードから発売され、2013年には、イギリスの「ロック・キャンディ・レコード」からボーナス・トラック3曲を含むリマスターCDも発売された。

## 反響
母国オランダでは、先行シングル「ディファレント・ワールド」がシングル・チャートで最高17位を記録し、本作はアルバム・チャートで8週トップ50入りし、うち2週にわたって14位を記録した。また、日本ではバンド初のオリコンLPチャート入りを果たし、6週トップ100入りして最高71位を記録した。なお、日本では「ウェイティング・フォー・ザ・ナイト」(P-1820)が1983年にシングル・カットされ、「ディファレント・ワールド」(P-1860)は1984年に「来日記念盤」と銘打ってシングル・カットされた。
一方、アメリカでは前作ほどの成功を収められず、Billboard 200では169位に終わり、シングルに関しても「フライデイ・ナイト」が『ビルボード』のメインストリーム・ロック・チャートで29位を記録するにとどまった。

## 収録曲
全曲とも作詞・作曲はエイドリアン・ヴァンデンバーグによる。
1. フライデイ・ナイト - "Friday Night" - 3:37
2. ウェルカム・トゥ・ザ・クラブ - "Welcome to the Club" - 3:30
3. タイム・ウィル・テル - "Time Will Tell" - 3:48
4. ディファレント・ワールド - "Different Worlds" - 4:32
5. 闘いの日々 - "This Is War" - 4:01
6. ファイア - "I'm on Fire" - 4:17
7. 誘惑の炎 - "Heading for a Storm" - 4:03
8. ロック・オン - "Rock On" - 4:05
9. ウェイティング・フォー・ザ・ナイト - "Waiting for the Night" - 4:27

### 2013年リマスターCDボーナス・トラック
いずれも1983年3月3日のヒューストン公演におけるライヴ録音で、「Ready for You」と「Lost in a City」のライヴ・ヴァージョンはヨーロッパ盤12インチ・シングル「ディファレント・ワールド」のB面、「Too Late」のライヴ・ヴァージョンは日本盤7インチ・シングル「ディファレント・ワールド」に収録されていた。
1. "Ready for You" - 4:06
2. "Lost in a City" - 5:08
3. "Too Late" - 5:37

## カヴァー
「ウェイティング・フォー・ザ・ナイト」は、GALNERYUSのカヴァー・アルバム『VOICES FROM THE PAST』（2007年）で取り上げられた。

## 参加ミュージシャン
- バート・ヒーリンク - ボーカル
- エイドリアン・ヴァンデンバーグ – ギター、キーボード、ハーモニー・ボーカル
- ディック・ケンパー – ベース、ベース・ペダル、ハーモニー・ボーカル
- ジョス・ズーマー - ドラムス、ハーモニー・ボーカル